# SN 2003ll
SN 2003ll – supernowa typu Ia odkryta 15 grudnia 2003 roku w galaktyce A023541-0806. W momencie odkrycia miała maksymalną jasność 23,20m.